# 阿德里安 (明尼蘇達州)
阿德里安是一個位於美國明尼蘇達州諾布爾斯縣的城市。

## 歷史

艾斯林妻子的畫像，由约翰·辛格·萨金特所繪

此地得名自密尔沃基铁路大股東阿德里安·艾斯林（Adrian Iselin）。艾斯林之妻的畫像多年來一宜懸掛在市政廳內。

## 人口
根據2020年美國人口普查的數據，阿德里安的面積為3.03平方千米，皆為陸地。當地共有人口1194人，而人口密度為每平方千米394人。